# Логоанализ
Логоана́лиз — методика анализа жизни пациента в логотерапии — одном из направлений в рамках экзистенциальной психотерапии, ориентированном на работу со смыслом жизни и индивидуальными ценностями. Основоположник логоанализа — американец Джеймс Крамбо (англ. James C. Crumbaugh), один из учеников Виктора Франкла.
Метод позволяет провести детальную, как выражается Крамбо, инвентаризацию жизни пациента. В логоанализе используются два основных приёма: расширение поля сознания (т. н. «сознательного знания») и стимулирование творческого воображения. После каждого шага инвентаризации происходит обсуждение результатов с терапевтом. Это позволяет выработать навык чаще смотреть на свою жизнь, как бы оценивая её со стороны. Цикл полноценного логоанализа продолжается в среднем около полутора лет.
Основные тезисы логоанализа:
1. Всегда существуют ответы, даже если они сейчас не видны.
2. Эти ответы заключены в нас самих. Это глубокие духовные инсайты.
3. Способ открытия этих ответов — глубокий проникающий взгляд на собственную жизнь (инвентаризация жизни) и стимулирование творческого воображения.